# Run Run Run
«Run Run Run» — песня The Velvet Underground, первоначально вошедшая в дебютный альбом группы 1967 года, The Velvet Underground & Nico.
Песня была написана Лу Ридом на оборотной стороне конверта, когда он и группа ехали на выступление в кафе Bizarre. В песне рассказывается о нескольких персонажах, живущих в Нью-Йорке, включая Малышка Мэри, Маргариту Пэссион, Сару-Морская-Болезнь и Безбородого Гарри, все они были описаны употребляющими или ищущими наркотики. В дополнение к упоминанию пейзажей Нью-Йорка, таких как Юнион-сквер и 47-я улица, песня использует термины, связанные с наркотиками, в сочетании с религиозными образами. Два из четырёх стихов прямо говорят об употреблении героина, теме, найденной в альбоме. В песне Маргарита Пэссион пыталась продать свою душу, чтобы «достать дозу», в то время как Сара-Морская-Болезнь «посинела», заставив её ангелов запаниковать. Песня также хорошо известна благодаря гитарному соло Лу Рида и отсутствию традиционного подхода.

## Участники записи
- Лу Рид — соло-гитара, двухдорожечный (в припеве) ведущий вокал[англ.]
- Джон Кейл — бас-гитара
- Стерлинг Моррисон — ритм-гитара, бэк-вокал
- Морин Такер — ударные

## Кавер-версии
- Бек полностью исполнил песни The Velvet Underground & Nico включая «Run Run Run» в рамках своего проекта Record Club[англ.].
- The Flowers of Hell[англ.] выпустили инструментальную версию для своего кавер-альбома 2012 года Odes[5].
- Версия песни была специально записана Джулианом Касабланкасом для телесериала HBO «Винил». Она появилась на саундтреке ко второму эпизоду во время флешбека про Фабрику Энди Уорхола вместе с «Venus in Furs».